# 迫撃砲弾
迫撃砲弾（はくげきほうだん）は、迫撃砲で使用される砲弾である。

## 概要
「弾頭」部の内側には信管が組み込まれ、保管・輸送時は砲弾と分けられており射撃前に装着される。「弾体」部は弾種に応じて炸薬などが充填され、細くなった筒状の箇所は「発射薬筒」で発射薬（装薬）が詰められる。矢羽状のものは「安定翼」で、飛翔中の弾道を安定させ着弾角度がより垂直に近くなるよう落下中の姿勢を補正する。
迫撃砲の砲弾は弾体と発射薬が一体化されており（カートリッジ方式）、榴弾砲で見られるような砲弾と薬嚢（装薬を包んだ袋）が別になった分離装填方式をとらない。ただし、射程の延伸を図るため、発射薬筒に増加発射薬（チャージ）を1から複数個取り付ける例（モジュール方式）が一般的である。50mm以下の小型砲弾の場合は最大射程が短いこともあり増加発射薬を取り付けていない。一般的には工場出荷状態で最大数の増加発射薬が取り付けられた状態でケースに収納されており、使用する直前に必要に応じて取り外すようになっている。また、ライフリングされた砲の場合は安定翼が不要なため、その部分に増加発射薬を取り付けることもある。ロケット補助推進弾（RAP）の場合は弾体部の炸薬を減じて推進剤に換える。使用される信管は初期から現代まで着発式が多用されているが、最近では高度な電子技術による空中炸裂信管も登場している。

## 歴史
日露戦争で爆弾を遠くへ飛ばすための武器として迫撃砲が誕生した、初期の迫撃砲弾は手榴弾や臼砲などの砲弾の流用であり、迫撃砲専用として設計されたものではなかった。第一次世界大戦でも初期のものは手榴弾の改造であったが、後期には迫撃砲専用砲弾となった。第二次世界大戦以降は完全に迫撃砲専用の砲弾として設計されるようになった。

## 砲弾の種類

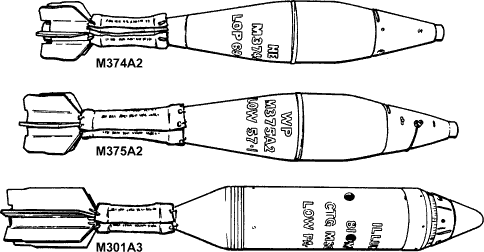
81mm迫撃砲の主な砲弾。
上からM374A2榴弾（HighExplosive）、M375A2発煙弾（WhitePhosphorus）、M301A3照明弾（Illumination）

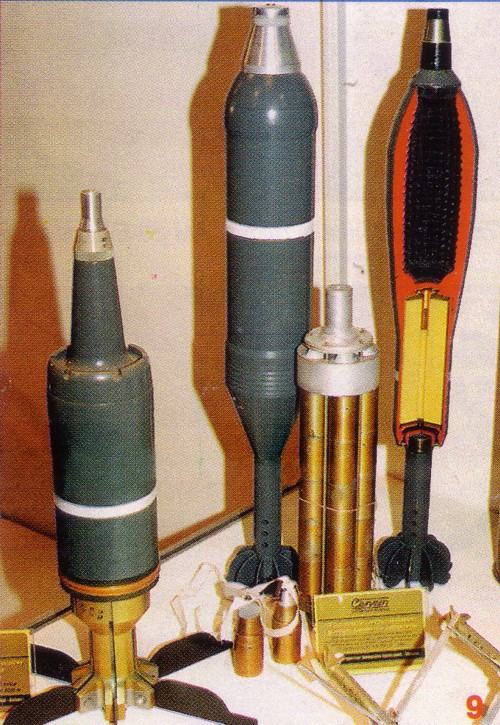
ポーランド軍の120mm迫撃砲弾（中央および右）。右はロケットアシスト弾で、上の黒い部分が炸薬で下の黄色い部分がロケット推進薬である

榴弾
迫撃砲の砲弾として最も一般的に使用されている。
化学兵器弾
第一次世界大戦のころは毒ガスの詰まったガスボンベを投射していたが、第二次世界大戦のころには専用砲弾が開発された。化学兵器は榴弾ほど効果が安定しないことと化学兵器禁止条約によって製造と貯蔵が禁止されたことから、現在では製造されていない。
照明弾
大きな仰角で打ち上げられ、パラシュートが開いて光りながらゆっくり降下してくる。
発煙弾
視界をさえぎる煙幕を張る場合と、着弾地点に目印をつけるために使用される場合がある。迫撃砲では着弾位置を遠くから観測するために用いられる。
ロケットアシスト弾（Rocket Assisted Projectile）

射程を伸ばすために砲弾にロケットエンジンを内蔵した物。
主に砲弾が大きい120mmクラスで用いられており、120mm常砲弾が射程7㎞程であるのに対して、12-15㎞にまで延長される。誘導砲弾などと組み合わせることも多い。
ストリックス迫撃砲弾（STRIX）
赤外線画像により誘導する。これにより移動する戦車に対しても高い命中率を誇る。
対装甲破片榴弾（PRAB）
レーザー誘導迫撃砲弾XM395
M984 120mm迫撃砲弾
ロケットアシストと誘導装置を組み合わせることで長射程と高い命中率を持ち、DPICMにより高い威力を発揮する。
戦術核砲弾
核砲弾の小型化が進んでいなかった時代にはソビエトでは口径420mmや280mmなどの大口径砲弾が作られている。

## 砲弾のサイズ

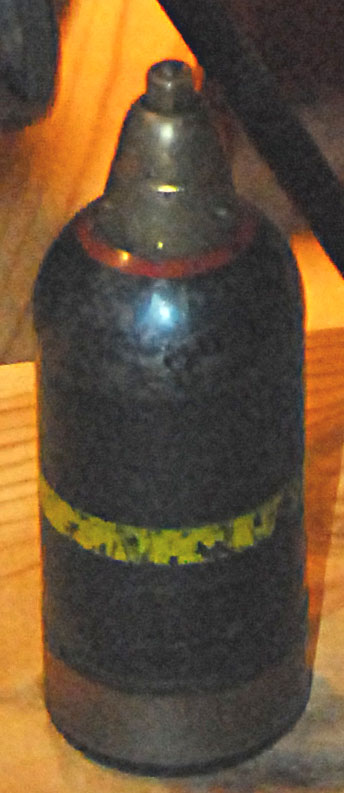
八九式榴弾

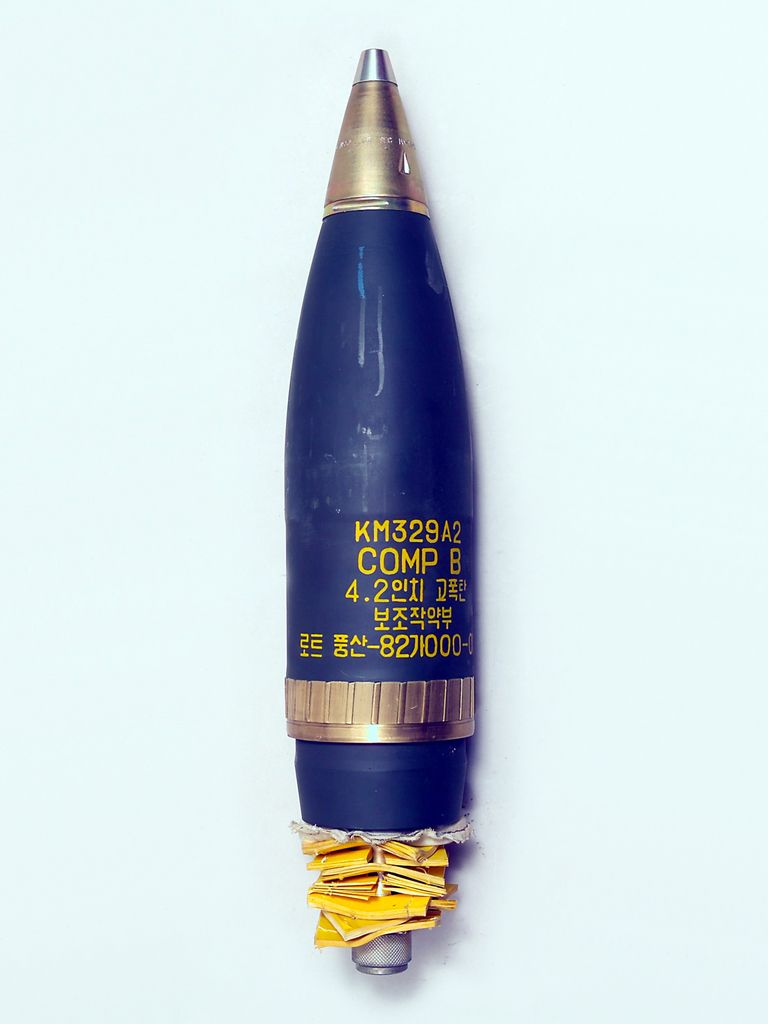
M30迫撃砲用の砲弾 （写真は韓国製のKM329A2榴弾） 弾体後部の銀色の金属帯が、砲身のライフリングとかみ合う弾帯である。

現代においては60mm・81mm・120mmの三種類が標準的な口径になっているが、政治的事情による98mmやさらに威力増大を狙った160mmなども存在する。
37mm
ソビエト軍が個人携帯用の37mm軽迫撃砲として開発をした。これは兵士全体に渡すコマンドー迫撃砲兼円匙の様なコンセプトであったが、結局実用上や運用上の問題により採用されなかった。
そしてイランイラク戦争にてイラン側が沼地の様な不整地でも射撃できるコマンドー迫撃砲として37mmマーシュ迫撃砲を開発した。

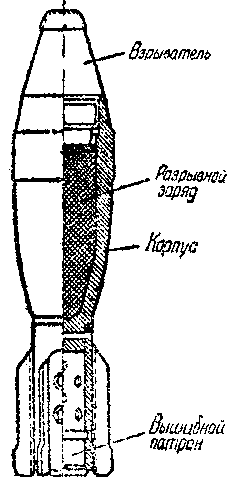
37mm迫撃砲弾

50-51mm（2インチ）
1-3名の小隊レベルにて運用される軽迫撃砲で主に使用されている。インチ法の国では口径が50.8mmや51mmであることも多い。
砲弾重量は0.85-1.02kgぐらいで、八九式重擲弾筒の八九式榴弾は793gと軽めである。
- 八九式榴弾

60mm
歩兵部隊の火力支援中隊において直接支援用として広く使用されている口径である。近年ではこの役目を80mmクラスが担うようになり、個人用の軽迫撃砲の砲弾として使用されることも多くなってきている。
砲弾重量は1.36-2.2kgぐらいで、同じ口径でも長射程の物は砲弾が長く重めになっている。

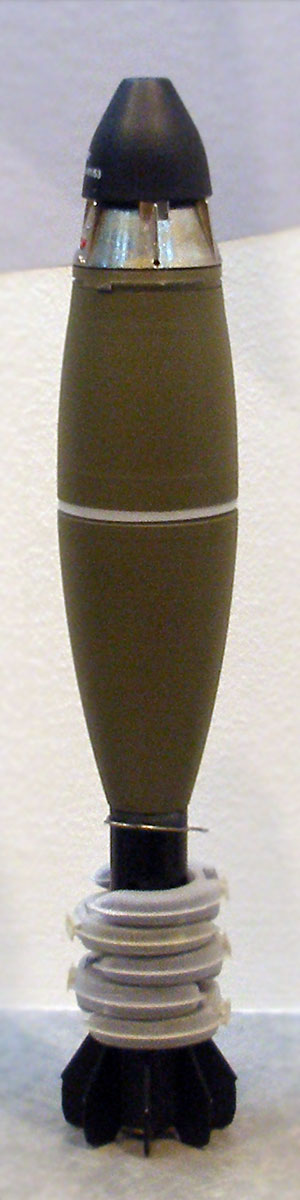
M734マルチオプション信管を装着した60mm榴弾

80-82mm（3.2インチ）
第一次世界大戦で迫撃砲の始祖となったストークス・モーターで採用されて以来、81mmが現代でも中迫撃砲の標準的な口径である。
これ以外では、第二次世界大戦のドイツ軍が80mmを、第二次世界大戦のソビエトが82mmを使用していた。

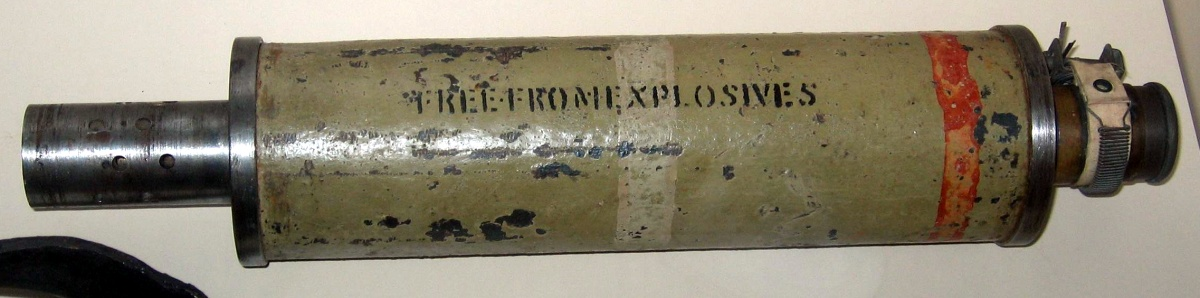
ストークス・モーター用の3.2インチ榴弾
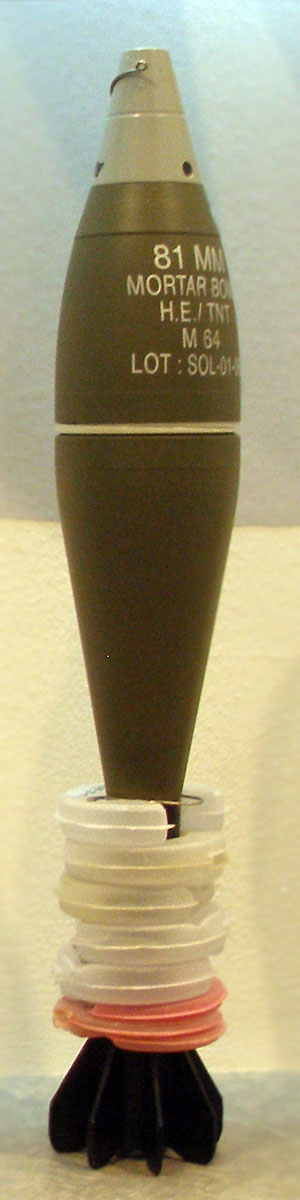
81mm榴弾

98mm
1990年11月に署名された欧州通常戦力（CFE）条約において口径100mm以上の火砲の保有数が制限されたため、条約制限外兵器として新たに作られた。現時点でこの口径を使うのはポーランド製のM-98迫撃砲のみである。
100mm
中国が独自に制式化した口径である。中国では71式、80式、89式の三種類の迫撃砲が生産されているが、同国以外でこの口径を使用する迫撃砲は生産されていない。
107mm（4.2インチ）
第二次世界大戦期に採用された口径。アメリカ製のM2 107mm迫撃砲とM30 107mm迫撃砲が有名である。他にはソ連製の107mm迫撃砲GVPM-38やイギリスのML 4.2インチ迫撃砲のみが製造された。
第二次世界大戦後はアメリカと、アメリカから上記の2種類の迫撃砲を供与された国以外では比較的早期に淘汰された。現在ではアメリカを含めた多くの国で120mm迫撃砲への更新が進められている。
- M30迫撃砲用の砲弾
（写真は韓国製のKM329A2榴弾）
弾体後部の銀色の金属帯が、砲身のライフリングとかみ合う弾帯である。

120mm
現代の重迫撃砲として標準的な口径である。砲弾重量は18-20Kgにもなり、兵士一名で砲口から装填できる限界の大きさである。

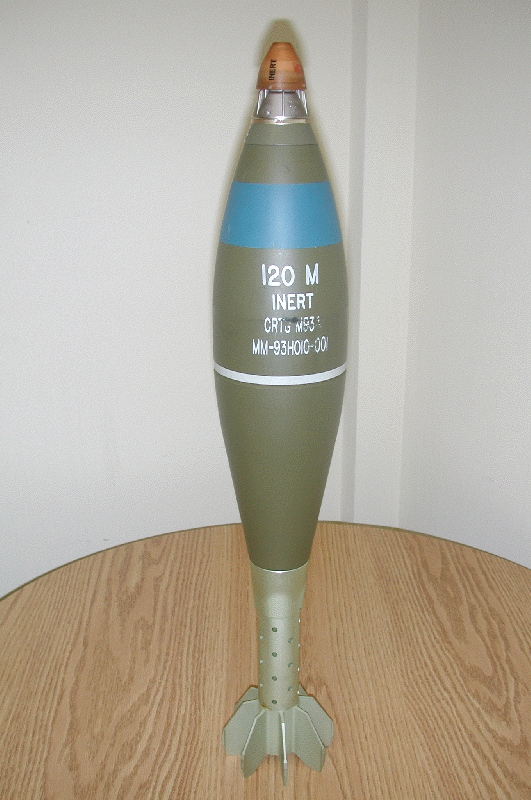
M734マルチオプション信管を装着した120mm榴弾
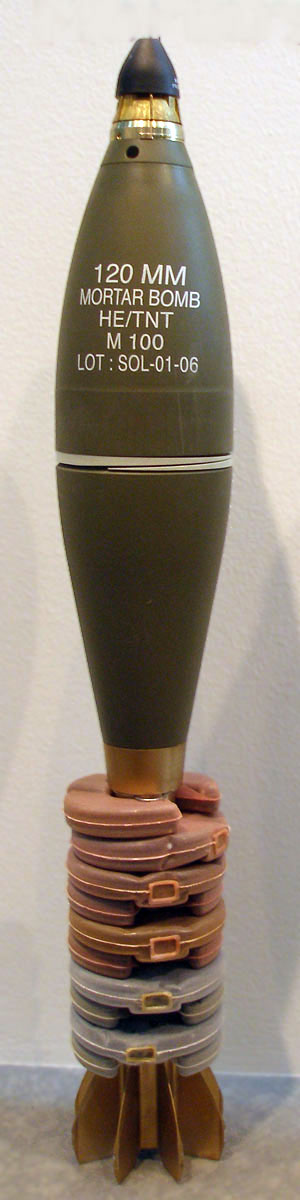
120mm榴弾、下のところにリング状の増加装薬（チャージ）が取り付けられている。
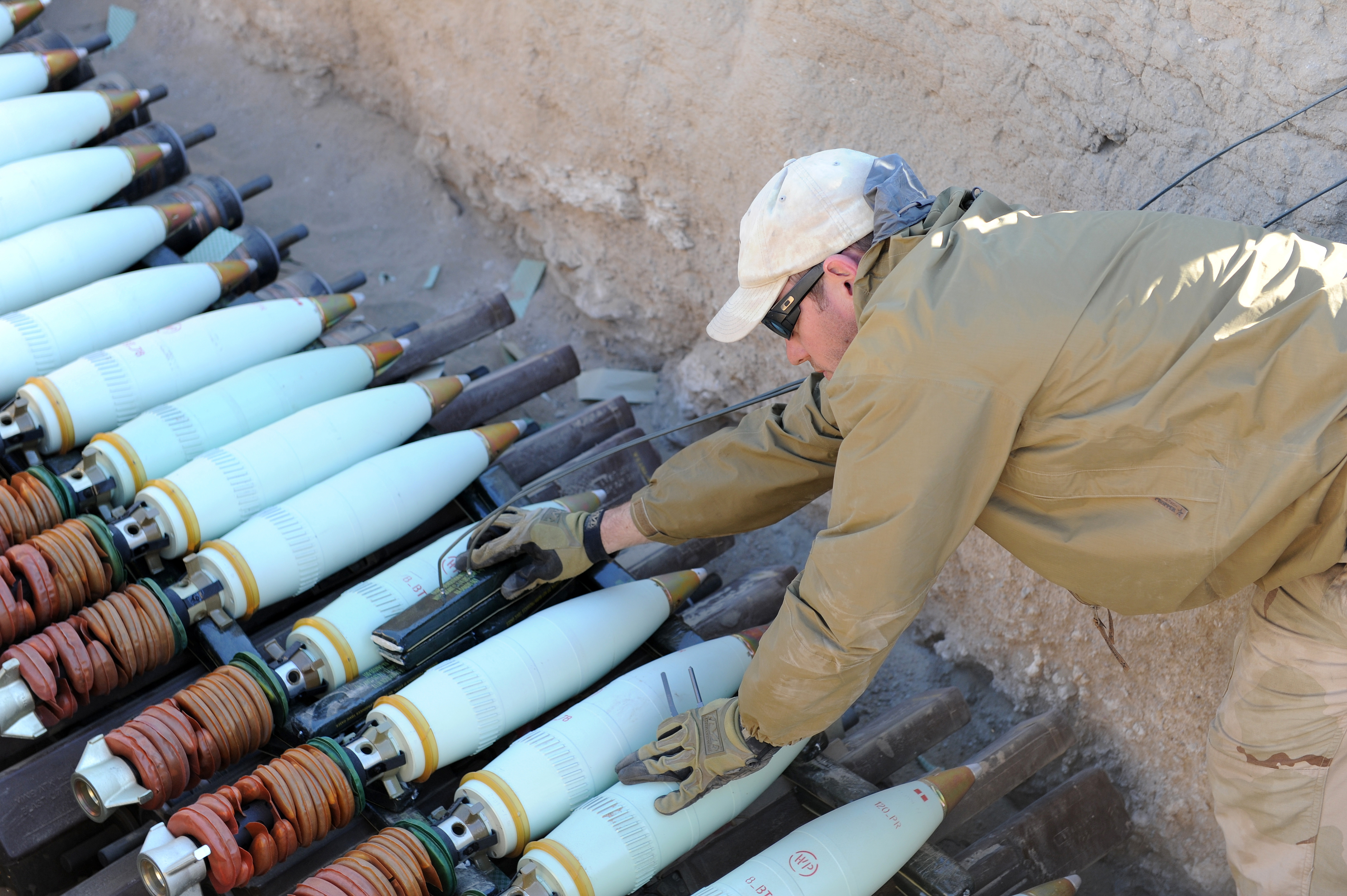
120mm迫撃砲 RT用の砲弾。砲弾側面には砲身のライフリングとかみ合わせるための突起が刻まれ、その後部にはガスシールが取り付けられている。

160mm
160mm迫撃砲M-43やソルタムM66 160mm迫撃砲など一部ではあるが現代でも使用されている。
このクラスになると砲弾重量は38.5-40kgにもなり人力で持ち上げて砲口から装填することが困難になる。そのため160mm迫撃砲M-43は後装式でソルタムM66 160mm迫撃砲は砲身を動かして砲口の位置を下げる仕組みを持っている。

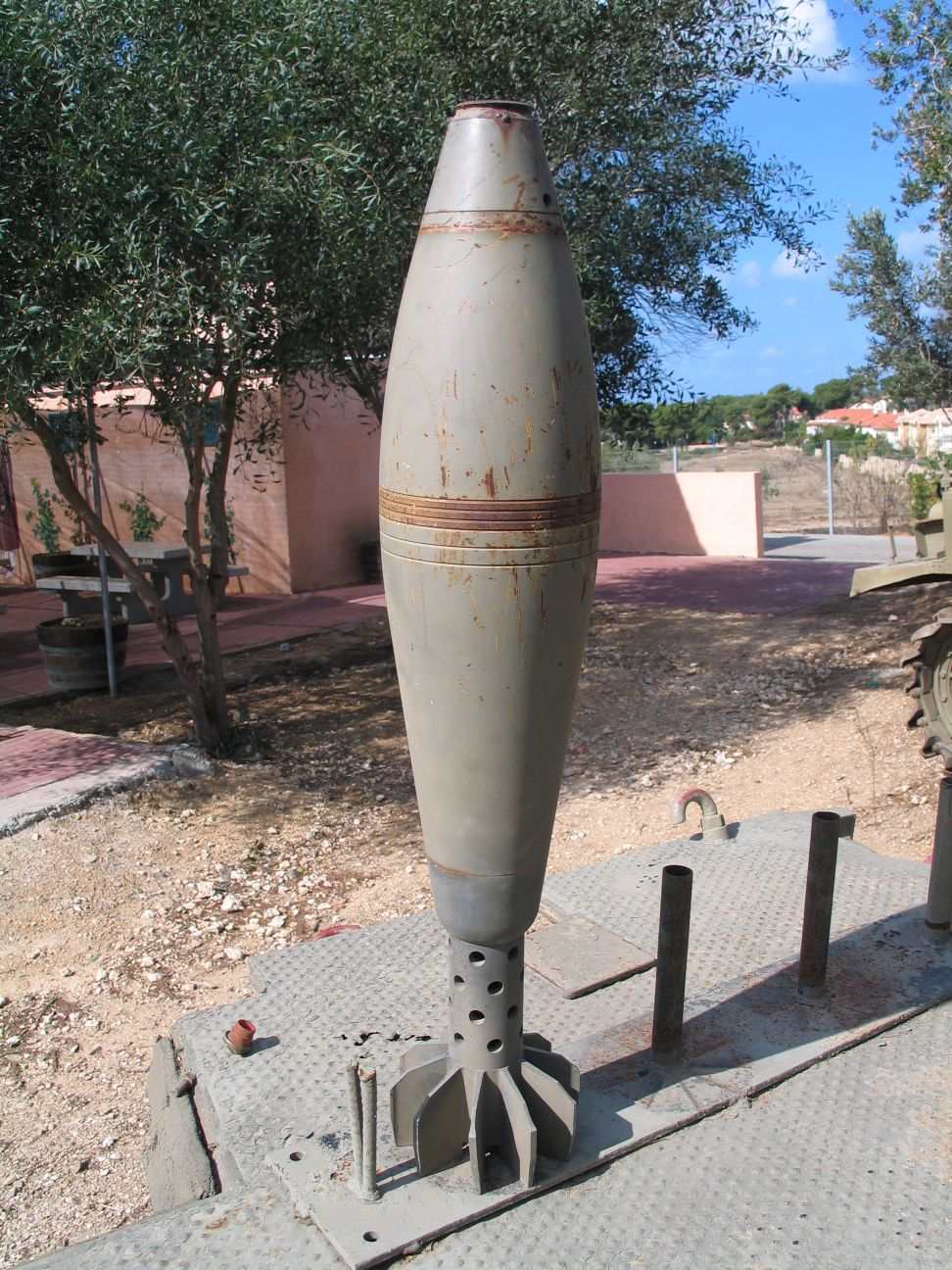
160mm砲弾

240mm
ロシアのM240 240mm迫撃砲と、2S4チュリパン 240mm自走迫撃砲でのみ使用されるが、双方とも後装式である。また、240mm迫撃砲用の誘導砲弾として、レーザー誘導方式の3F5 スメリチャークも存在する。

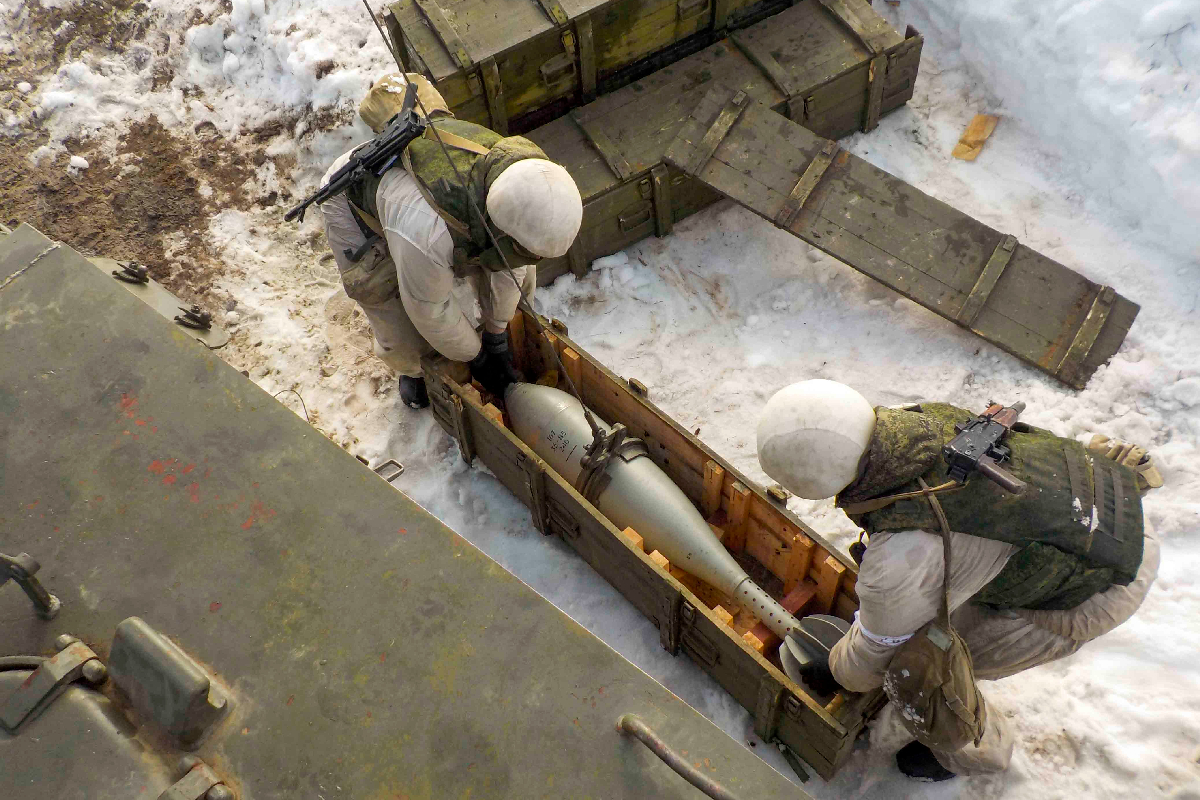
240mm砲弾。
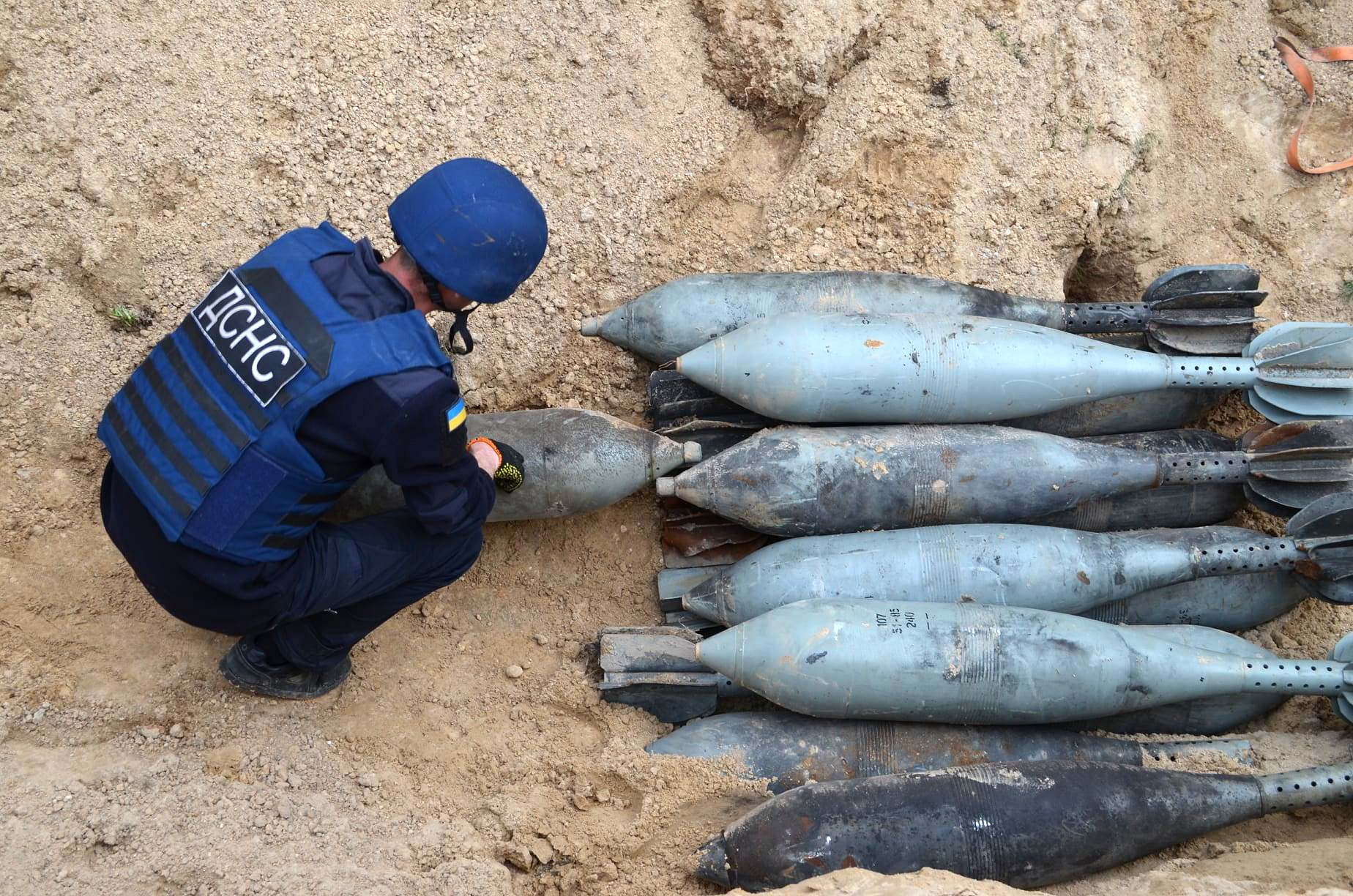
チェルニーヒウ州にてウクライナ国家非常事態庁の爆発物処理班が検査する240mm砲弾。

## 信管

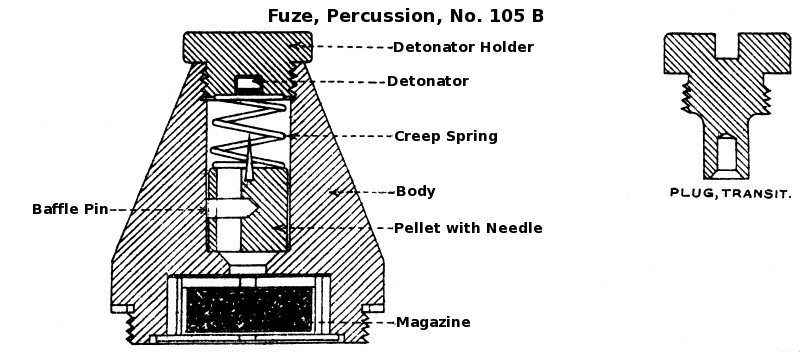
イギリス軍が第一次世界大戦時の2インチ中迫撃砲で使用していたNo105B発着式信管。
着弾すると撃鉄（Pellet with Needle）が慣性力で前進し、点火針が点火薬を撃発することで作動する。右上は輸送時に用いられる安全プラグで、使用前にばね・点火薬・点火薬ホルダと入れ替えられる。

迫撃砲の信管はほぼ全てが弾頭信管である。古くから着発式瞬発信管が用いられてきた。着発式瞬発信管とは砲弾が地面などに着いた瞬間に発破する信管である。
低コストな砲弾ということもあり、かなり近代まで単純な着発式瞬発信管が用いられてきたが、最近では高度な電子技術により地面から数メートルの高さで炸裂するM734マルチオプション信管が使用されるようになった。
迫撃砲の信管の安全解除は単純な安全ピン方式が最も多く使用されてきたが、発着式信管は安全ピンを外してしまうと落としただけでも爆発する危険があり、火薬の不完全燃焼などの事故で手前に落下しても爆発するので安全性に問題があった。また、何かに引っかかってピンが抜けたりする危険や、兵士がうっかり安全ピンを抜き忘れると不発になるという人為的ミスの問題もあり、近代では人為的な安全解除の動作が不要な気流式が主流になっている。
迫撃砲はライフリングが無く、砲弾が回転しないため遠心力式の解除装置が使えない、このため、信管に小さな風車をつけて気流で一定数回転すると安全装置が解除される気流式が主流で用いられている。
風車を用いた気流式の利点は初速に関係なく安全距離が確保できることにある。迫撃砲は射程に応じてチャージ数を変えるので遠距離ほど初速が速くなるため初速に関係の無い方式が必要となるのである。
また、気流式は砲弾が発射され一定距離を飛翔しない限り安全装置が解除されないため、装填した砲弾が不発になった場合でも安全に砲弾を取り出すことができる。

## ギャラリー

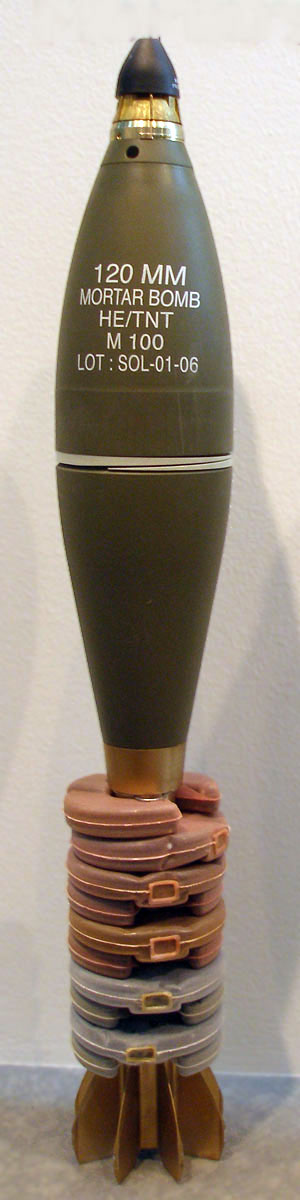
120mm榴弾、下のところにリング状の増加装薬が取り付けられている
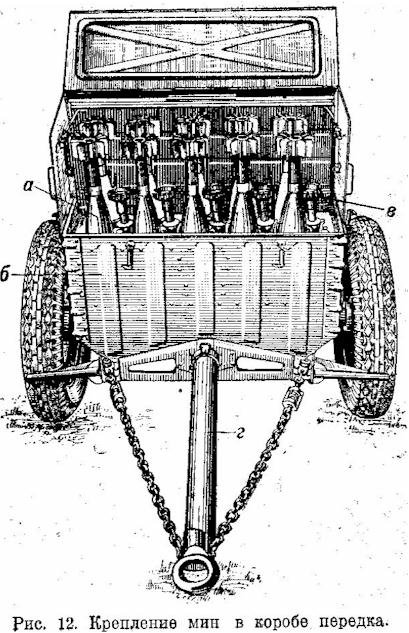
120mm迫撃砲PM-38の弾薬運搬車
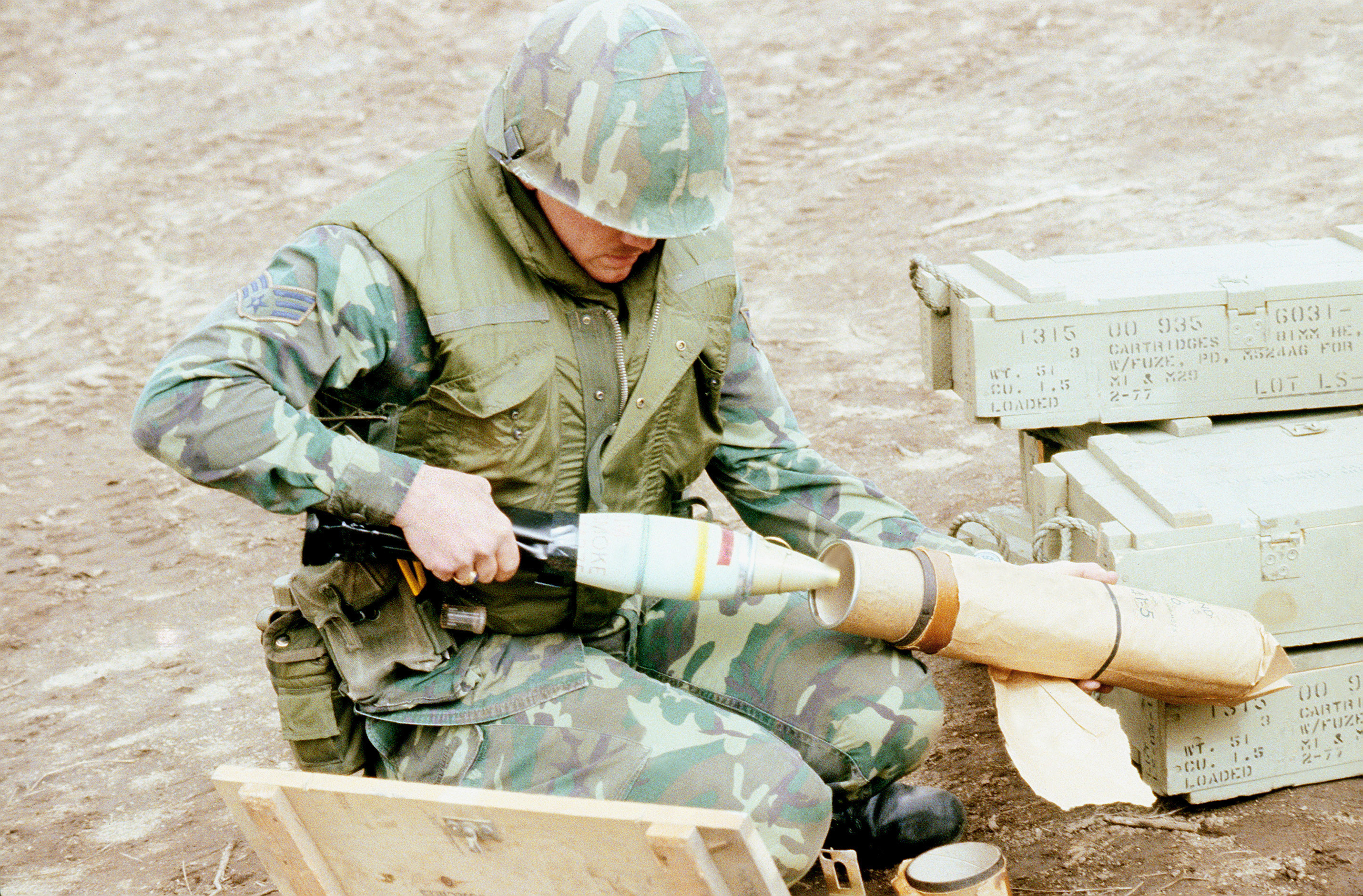
81mm白燐弾
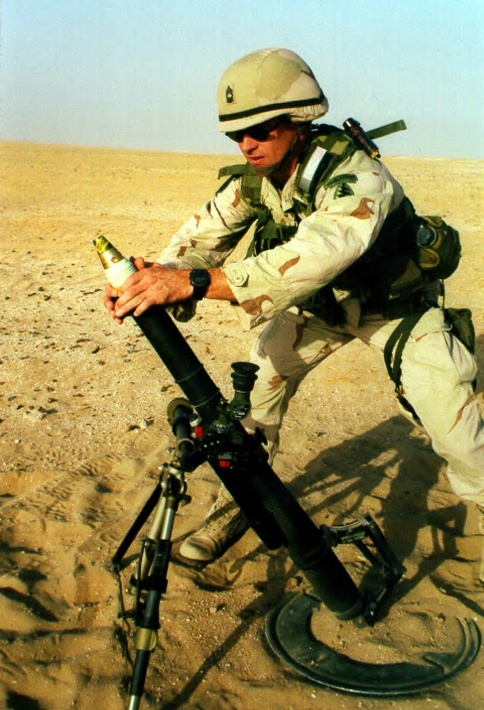
60mm迫撃砲M224に砲弾を装填しているところ
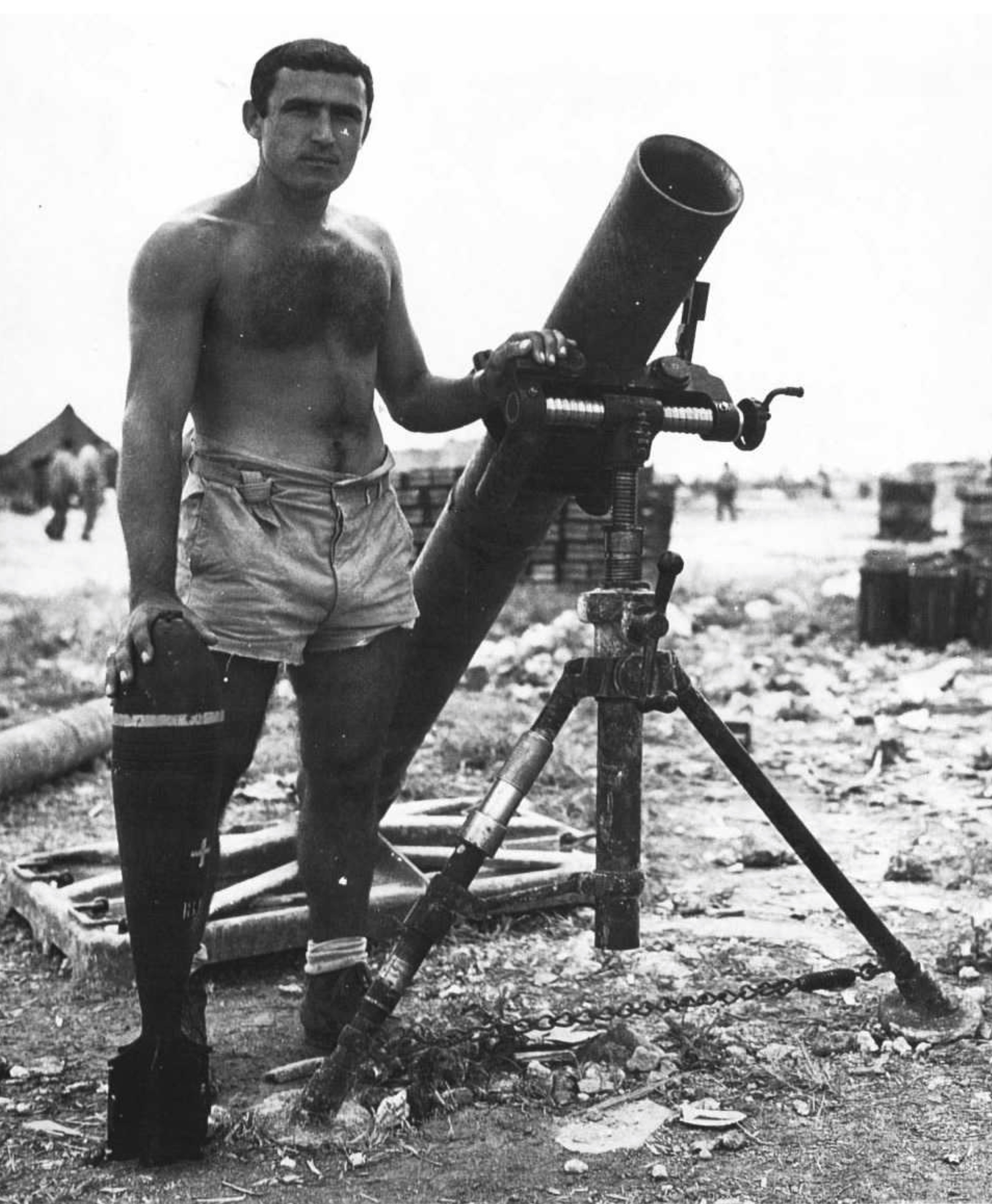
日本軍の150mm重迫撃砲（九七式中迫撃砲（長）人間と比べると砲弾の大きさがわかる
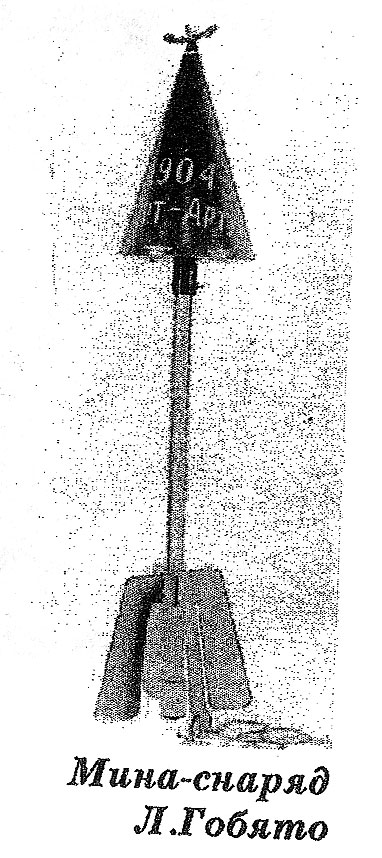
日露戦争で使用されたゴットヤット迫撃砲の砲弾
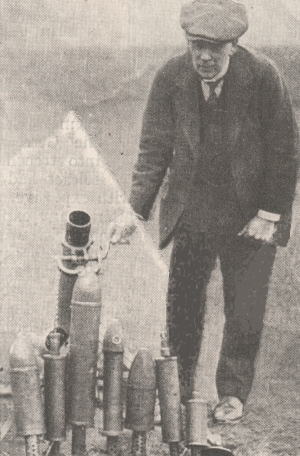
ストークス・モーターと砲弾
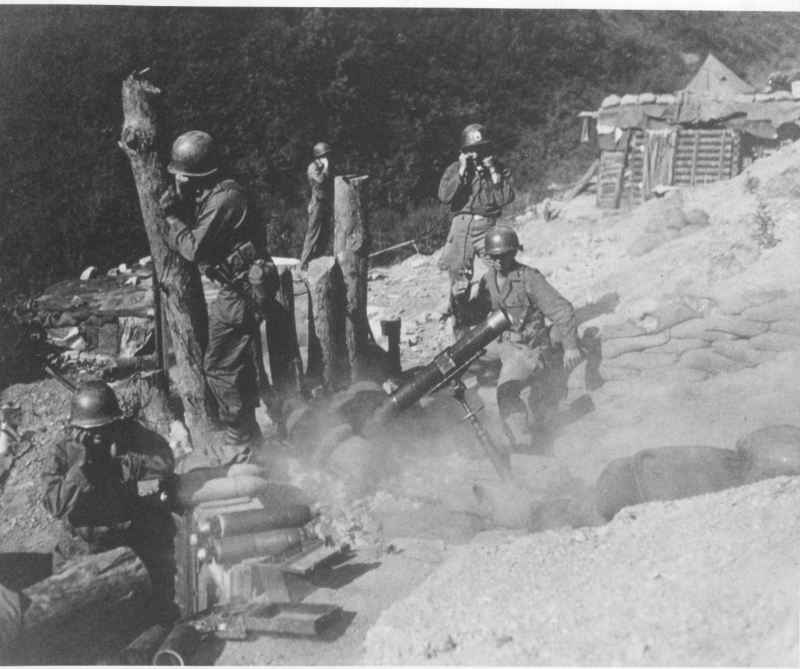
朝鮮戦争でのM2 4.2インチ迫撃砲、側に砲弾が積み上げられている
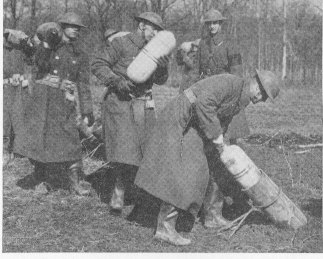
リーベンス投射器へ毒ガスボンベを装填している